# Лунђешти (Галац)
Лунђешти (рум. Lungești) насеље је у Румунији у округу Галац у општини Балабанешти. Oпштина се налази на надморској висини од 146 m.

## Становништво
Према подацима из 2002. године у насељу је живело 681 становника, од којих су сви румунске националности.